# Voorschoten
Voorschoten es un pueblo y un municipio de la provincia de Holanda Meridional en los Países Bajos, entre Leiden y La Haya, en el Randstad. Tiene una superficie de 11,56 km², de los que 0,4 km² corresponden a la superficie ocupada por el agua. En enero de 2022 tenía una población de 25.569 habitantes.
Florencio V de Holanda concedió a Voorschoten los derechos de mercado en 1282. En su término municipal se encuentra el castillo de Duivenvoorde, fundado en 1226, en manos privadas desde su creación y parcialmente convertido en museo. El castillo da nombre además al corredor de Duivenvoorde, zona verde protegida por su valor ecológico. El municipio fue también conocido por la fábrica de plata Koninklijke Van Kempen & Begeer, en activo hasta 1984. El edificio en el que se instaló fue construido en 1858 en un estilo ecléctico del que únicamente se conserva la fachada, transformado el resto en una moderna fábrica. Otros edificios de interés arquitectónico son el monasterio de Bijdorp, primitiva finca de campo ocupada por monjas dominicas, que en el siglo XIX agregaron una capilla cruciforme y la finca Berbice, una histórica casa de campo.

## Galería

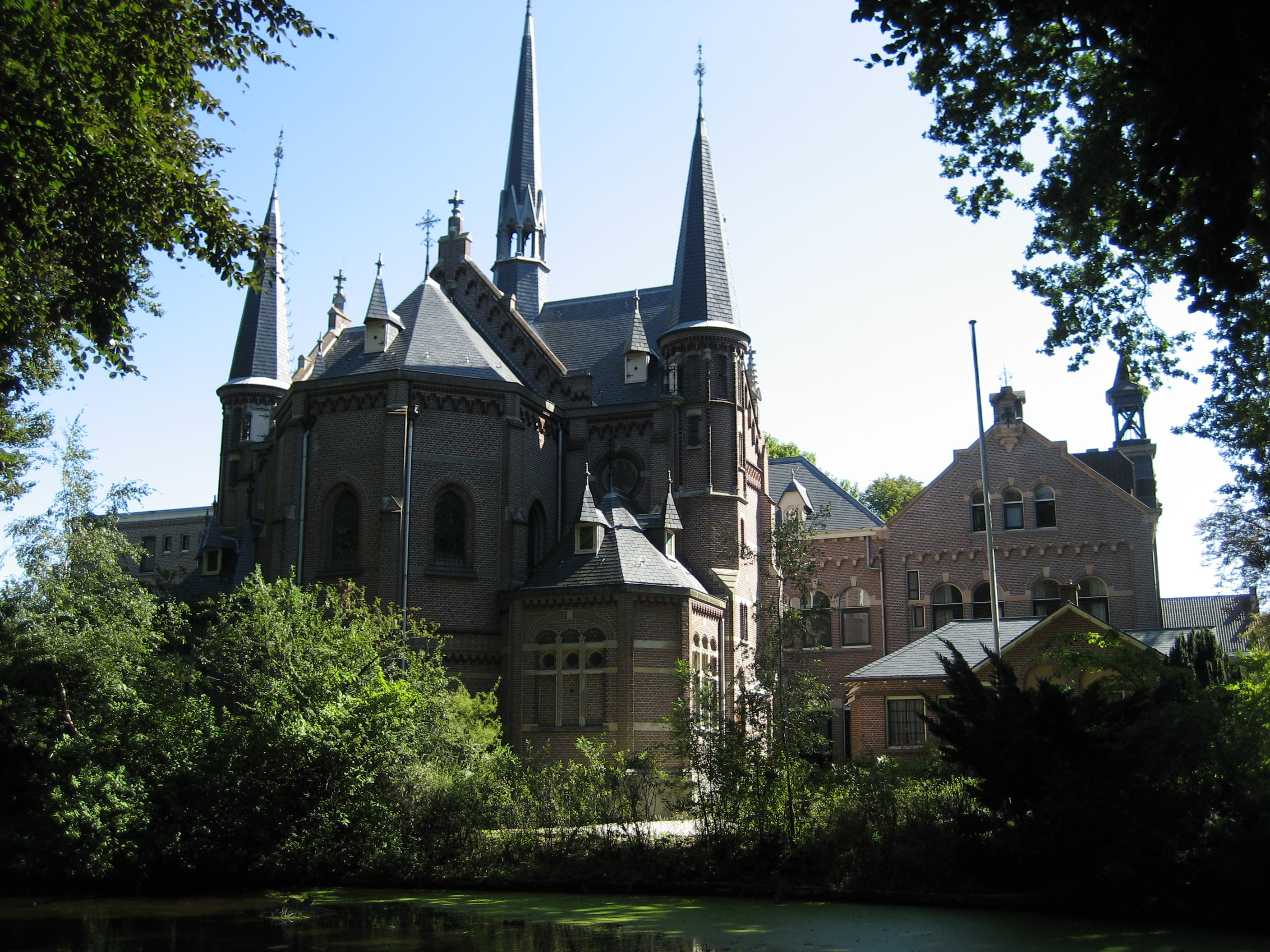
Iglesia del monasterio de Bijdorp.
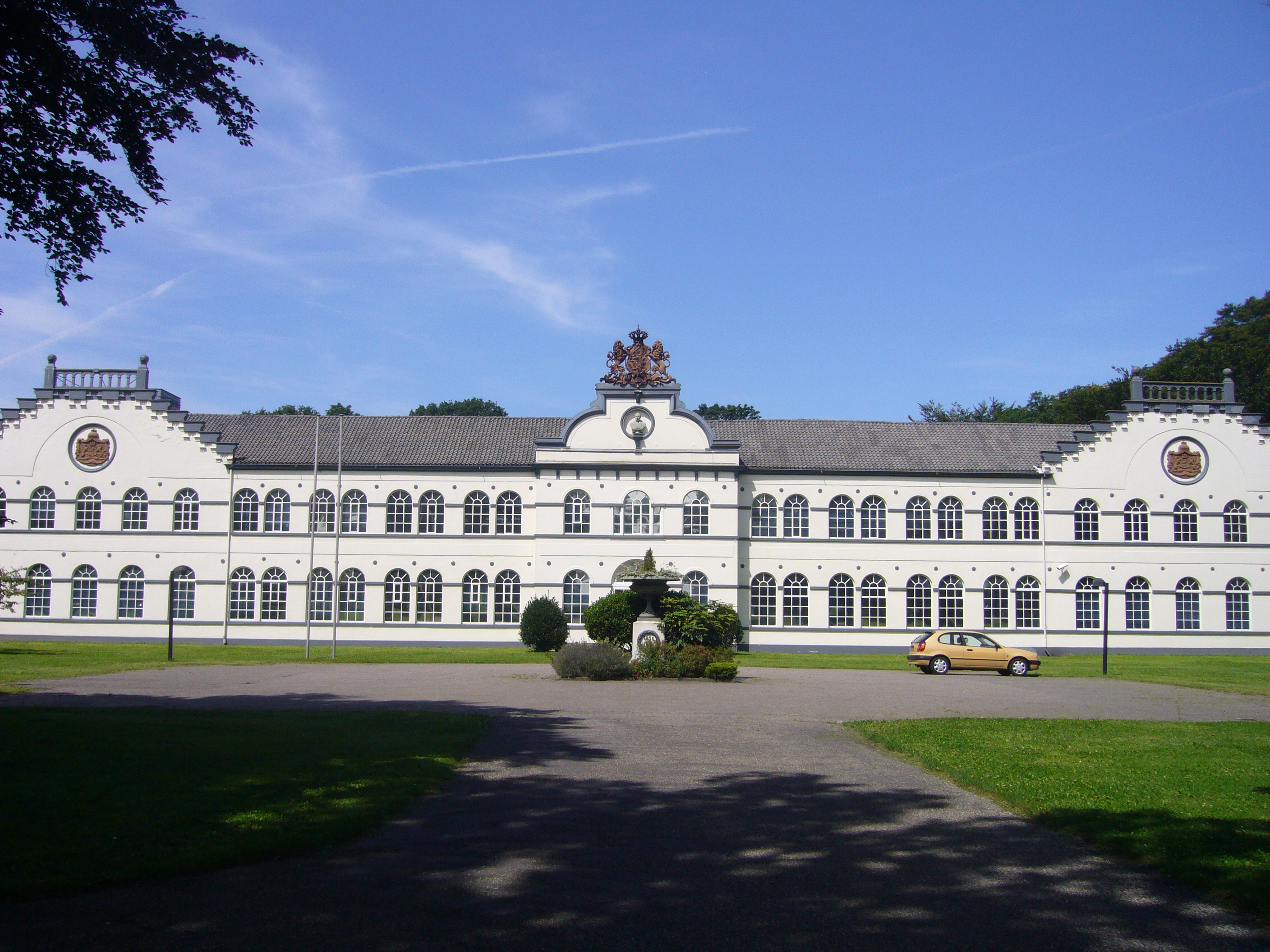
Fachada de la fábrica de plata Koninklijke Van Kempen & Begeer.
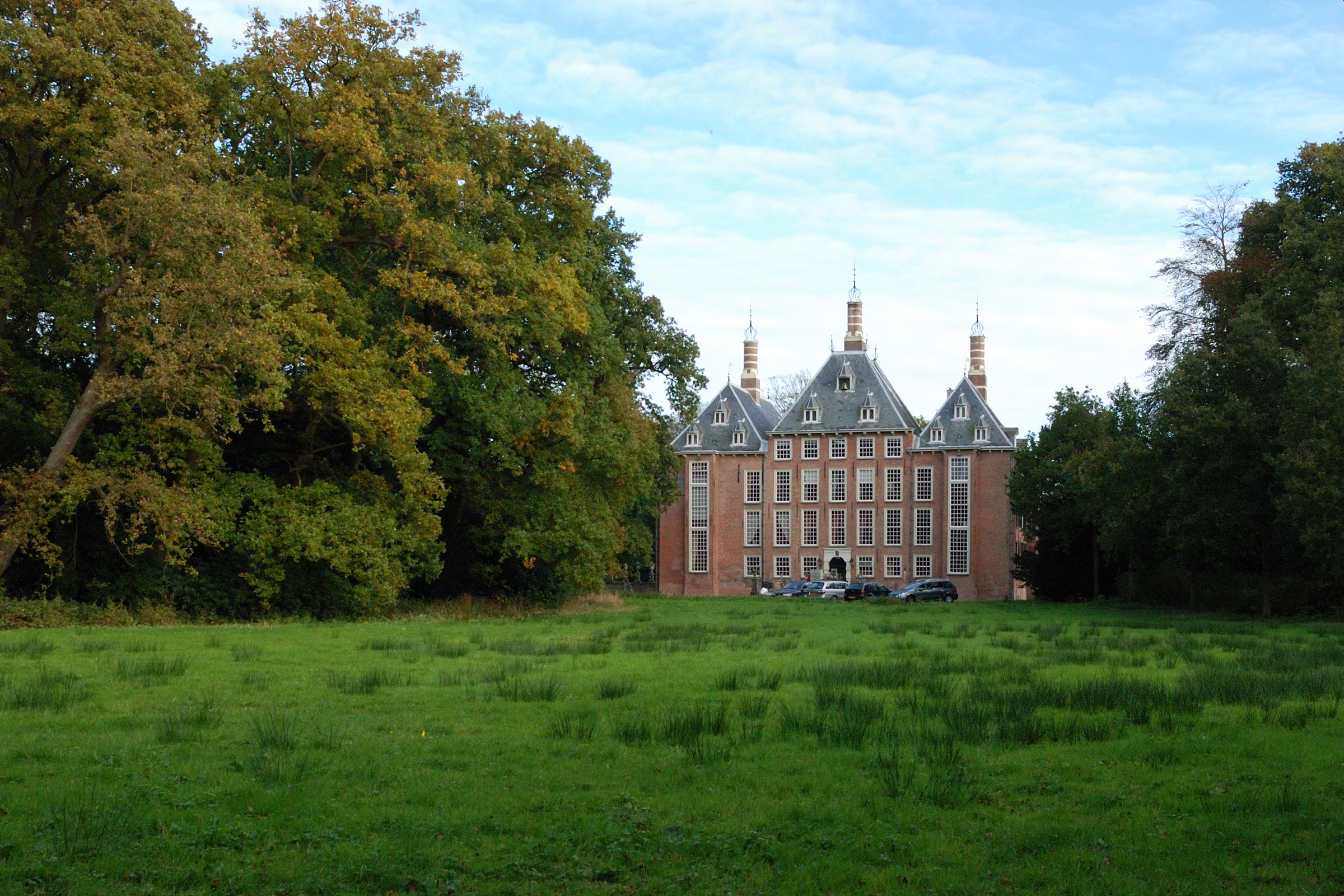
Kasteel Duivenvoorde.
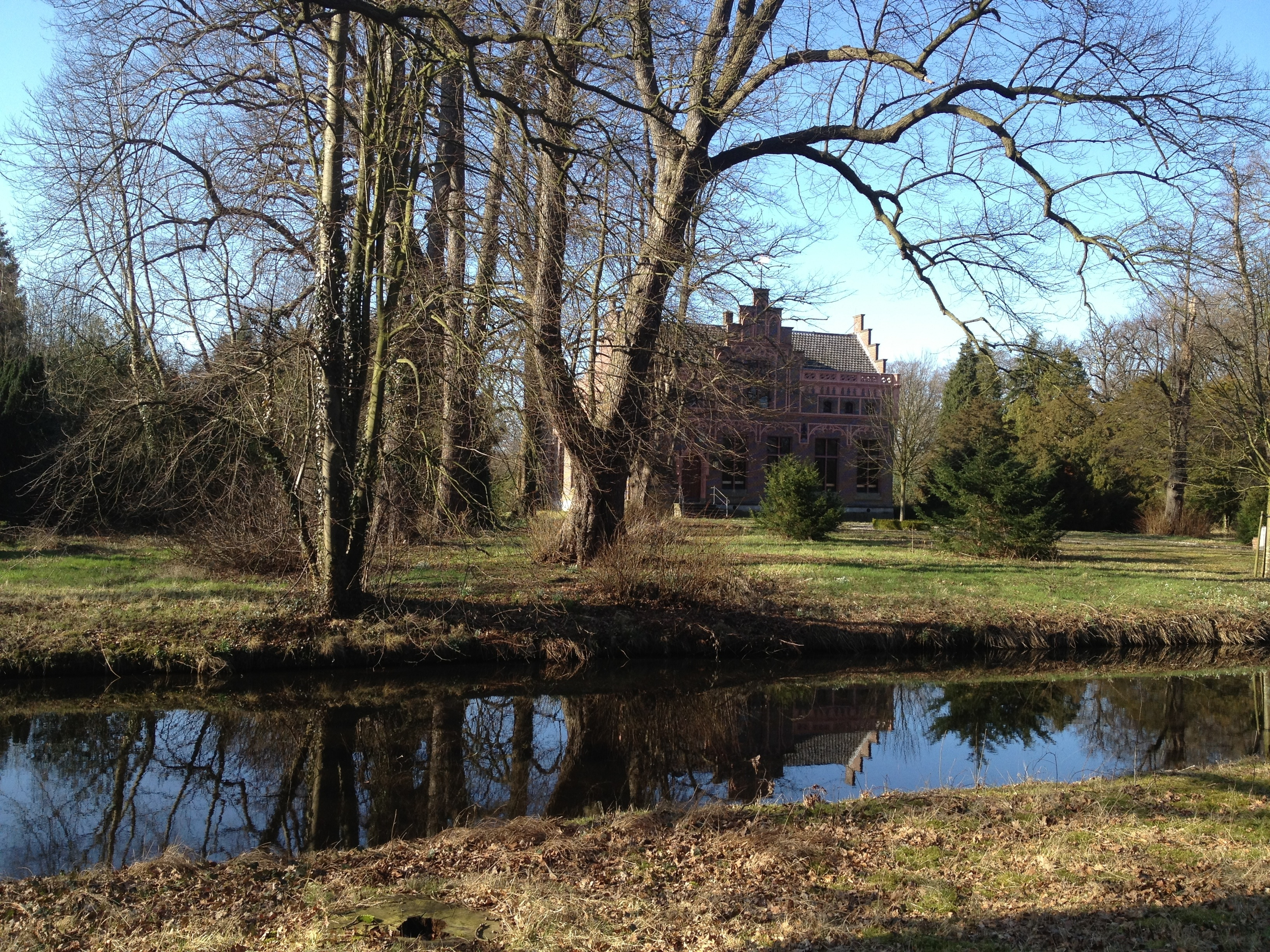
Ter Horst. Pabellón de caza neogótico.